# Carlos Melo Riquelme
Carlos Francisco Melo Riquelme (Santiago, 1981) es un ingeniero civil industrial y político chileno, exmiembro del Partido Demócrata Cristiano (PDC). Se desempeñó como subsecretario de Transportes de su país durante el segundo gobierno de Michelle Bachelet entre noviembre de 2016 y marzo de 2018.

## Familia y estudios
Nació en Santiago de Chile, el 27 de octubre de 1981. Hijo del contador Carlos Melo Flores y de Rubi Riquelme Solar.
Realizó sus estudios superiores en la carrera de ingeniería civil industrial con Diploma de ingeniería de Transportes en la Pontificia Universidad Católica (PUC), egresando en 2005; y luego cursó estudios de doctorado en la misma casa de estudios.
Se casó en 2008, con Alejandra Gloria Della Silva Espinosa.

## Trayectoria profesional
Ha desempeñado su profesión en el sector público y privado. Desde junio de 2006 hasta marzo de 2011, trabajó como ingeniero de proyectos y consultor en planificación de sistemas de transporte, en el estudio Fernández & De Cea Ingenieros Limitada.
Entre otras actividades, entre marzo de 2011 y mayo de 2014 fue académico de la Universidad Diego Portales (UDP), trabajando como secretario académico de la Escuela de Ingeniería Industrial de la Facultad de Ingeniería y Tecnología de esa institución.
Durante el segundo gobierno de Michelle Bachelet entre mayo de 2014 y septiembre de 2015, ejerció como coordinador nacional de Planificación y Desarrollo en el Subsecretaría de Transportes y luego como secretario técnico de Estrategia y Planificación del Directorio de Transporte Público Metropolitano (DTPM) entre septiembre de 2015 y noviembre de 2016.
Entre mayo y julio de 2018, ejerció como director de la Escuela de Ingeniería Industrial de la UDP, y a partir de esa fecha, fungió como director del Centro de Ingeniería y Políticas Públicas de la Universidad San Sebastián, hasta marzo de 2022. También integró la «Red Ciudad Futura».

## Trayectoria política
Fue Militante del Partido Demócrata Cristiano (PDC) hasta el año 2021. El 18 de noviembre de 2016 fue nombrado por la presidenta Michelle Bachelet como titular de la Subsecretaría de Transportes, ejerciendo esa función hasta el final de la administración en marzo de 2018.
Paralelamente, en agosto de 2017, apoyó la candidatura presidencial de su excompañera de partido Carolina Goic.
En marzo de 2022, fue designado en el gobierno de Gabriel Boric como jefe de Asesores del Ministerio de Transportes y Telecomunicaciones.
Asimismo, desde la misma fecha fue designado como miembro del Consejo Directivo del Sistema de Empresas Públicas (SEP).